# Петренко Василь Сергійович
Васи́ль Сергі́йович Петре́нко (14 січня 1925, Петренки, Полтавська область — 18 січня 1975, там само) — український радянський історик і педагог, доктор історичних наук (1972). Автор понад 160 наукових і науково-популярних праць, зокрема 10 монографій.

## Життєпис
Народився 13 січня 1925 року на хуторі Петренки (згодом село Першотравневе) Шишацького району Полтавської області (за деякими джерелами, помилково, у сусідній Пелагеївці).
У 1941 році на відмінно закінчив Шишацьку середню школу (10 класів).
В 1943—1945 роках у радянській армії, брав участь у бойових діях протягом війни. Згодом капітан запасу. Нагороджений орденом Вітчизняної війни і чотирма медалями.
У 1946—1948 роках працював вихователем у школі ФЗН в місті Муром.
У 1948—1949 роках студент Харківського зоотехнічного інституту.
У 1949—1953 роках навчався на факультеті історії Полтавського державного педагогічного інституту імені В. Г. Короленка, здобув кваліфікацію вчителя історії середньої школи.
Одночасно у 1949—1950 роках працював вчителем історії та географії в Михайликівській семирічній школі, у 1950—1953 роках — директором і вчителем історії Гоголівської семирічної школи (обидві школи Шишацького району), у 1954—1955 роках — директором і вчителем історії Хорошківської середньої школи Сенчанського району, у 1955—1959 роках — директором і вчителем історії Орданівської середньої школи Диканського району (всі школи — Полтавська область).
З дружиною мали ділянку в Шишаках на вулиці Купріяна Тутки, де періодично жили.
У 1959—1962 роках навчався на стаціонарі аспірантури в Інституті історії АН УРСР і з 1962 року був залишений працювати в цій установі молодшим науковим співробітником. Під час навчання і згодом до 1964 року жив у гуртожитку АН УРСР на бульварі Вернадського (будинок 61) в Академмістечку у Києві, певний час в одній кімнаті з поетом Василем Стусом, який навчався в аспірантурі в ті ж роки.
1963 року захистив кандидатську дисертацію «Зростання культурно-технічного рівня колгоспного селянства Української РСР (1953—1961)» (під керівництвом І. І. Слинька).
У 1964 році отримав квартиру в Києві в Академмістечку на вулиці Доброхотова, будинок 10, де відтоді жив з дружиною і дочкою.
З 1965 року до кінця життя — старший науковий співробітник Інституту історії АН УРСР.
У 1971 році отримав звання старшого наукового співробітника.
У 1972 році захистив докторську дисертацію «Колгоспне селянство Української РСР в 1951—1970 рр. (Зміни в складі, умовах праці і житті)» у Львівському державному університеті.
Був науковим керівником захищеної у 1975 році кандидатської дисертації А. А. Кондрацького, майбутнього голови Київського товариства політв'язнів та жертв репресій, засновника альманаху «Часопис київського політрепресантства».
Помер 18 січня 1975 року, відвідуючи матір у Петренках (причина смерті — інфаркт міокарду). Похований у Шишаках на кладовищі Ломиковського.

## Родина
Село Першотравневе, де народився Василь Сергійович Петренко, — це історичний козацький хутір Петренки. Його батько, Сергій Никифорович Петренко (1891—1945), був нащадком козаків Шишацької сотні. Мати — Килина Григорівна Петренко, до шлюбу Маслівець (нар. 1896). У Василя Петренка було два брати і дві сестри (перші троє від іншої матері): Афанасій (Панас, 1912—1943), Анастасія (1914—2005, після одруження Пугач), Іван (нар. 1919) та Марія (нар. 1926, після одруження Чапля).
Дружина — Меланія Леонтіївна Петренко (13.01.1926 — 27.07.2009), до шлюбу Тутка (Тутко), з Шишаків, дочка Леонтія Даниловича та Пелагеї Василівни Туток. У 1945—1947 роках навчалася у Полтавському сільськогосподарському технікумі та певний час працювала агрономкою. Після одруження з 1951 року працювала вчителькою у низці шкіл і одночасно у 1953—1959 роках заочно навчалася на географічному факультеті Київського університету. По переїзді родини у Київ працювала вчителькою географії у київській школі № 72. Після смерті чоловіка повернулася жити у Шишаки, де померла у 2009 році.
У подружжя була одна дочка — Ольга Василівна Петренко (нар. 1952, після одруження Балашова), вона у 1974 році закінчила факультет хімії та біології Уманського педагогічного інституту, після чого працювала вчителькою у київській школі № 200. В неї є двоє дітей, онуків Василя Петренка, — Тетяна Дегтяренко та Ігор Балашов, у першої також є двоє синів — Олег і Олексій, всі вони живуть у Києві.

## Наукова діяльність
Автор понад 160 наукових і науково-популярних праць, зокрема 10 монографій, 3 брошур і понад 70 наукових статей з проблем історії та педагогіки. Дисертації та значна частина публікацій В. С. Петренка присвячені розвитку селянства України. Інший напрямок його діяльності — педагогіка, зокрема методика позакласної роботи. Найбільш відома його робота з цієї тематики — «Методика позакласної роботи з історії» (1973). В. С. Петренко також співавтор таких видань, як «Видатні радянські історики» (1969), «Киевские самолетостроители» (1970), «Історія Української РСР» (8-й том, 1979), «Історія міст і сіл Української РСР» та багатьох інших.

## Деякі публікації
Монографії
- Петренко В. С. Історико-краєзнавча позакласна робота в школі. — Київ: Радянська школа, 1962. — 130 с.
- Петренко В. С. Зростання культурно-технічного рівня колгоспного селянства України (1953—1961 рр.). — Київ: Наукова думка, 1964. — 224 с.
- Петренко В. С. Позакласна робота з історії. — Київ: Радянська школа, 1965. — 140 с.
- Історія селянства Української РСР. Том 2. — Київ: Наукова думка, 1967. — 536 c. (у складі колективу авторів)
- Історія Української РСР: У 2 томах. — Київ: Наукова думка, 1967. — 807 с. і 859 с. (у складі колективу авторів)
- Гуржій І. О., Петренко В. С. Видатні радянські історики. — Київ: Радянська школа, 1969. — 246 с.
- Степанченко В., Петренко В. Киевские самолетостроители. — Киев: Издательство полититческой литературы Украины, 1970. — 367 с.
- Петренко В. С. Село на шляхах піднесення: Зміни в складі, умовах праці і житті колгоспного селянства Української РСР (1951—1969). — Київ: Наукова думка, 1970. — 348 с.
- Петренко В. С. Методика позакласної роботи з історії. — Київ: Радянська школа, 1973. — 144 с.
- Історія Української РСР. Том 8: книга перша, книга друга // гол.ред. Кондуфор Ю. Ю. — Київ: Наукова думка, 1979. — 390 с. і 698 с. [у складі колективу авторів]

Брошури
- Петренко В. С. Розквітає культура села. — Знання, 1962.
- Петренко В. С. Зміцнення дружби народів. — Знання, 1963.
- Петренко В. С., Цибуляк Г. Д. Нова людина села. — Знання, 1970.

Статті
- Петренко В. С. З досвіду позакласної роботи з історії // Радянська школа. — 1952. — № 3.
- Петренко В. С. Учнівські екскурсії до музеїв // Література в школі. — 1954. — № 3.
- Петренко В. С. Літературний музей у школі // Література в школі. — 1957. — № 4.
- Петренко В. С. Коллекция исторических знаков как вид наглядного пособия // Преподавание истории в школе. — 1957. — № 2.
- Петренко В. С. Вивчення літературної географії Полтавщини // Література в школі. — 1959. — № 4.
- Петренко В. С. Шкільний краєзнавчий музей (с. Орданівка Полтавської області) // Український історичний журнал. — 1959. — № 6. — С. 110—115.
- Петренко В. С. Робота гуртка по вивченню топоніміки // Українська мова в школі. — 1959. — № 2. — С. 91—94.
- Петренко В. С. Черняхівка // Український історичний журнал. — 1963. — № 6. — С. 87—90.
- Петренко В. С. Підвищення добробуту як вирішальна умова зростання культурно-технічного рівня колгоспного селянства України (вересень 1953—1961 рр.) // З історії соціалістичного і комуністичного будівництва на Україні (1934—1961). — Київ: Вид-во АН УРСР, 1963. — С. 138—159.
- Петренко В. С. Зростання освітнього рівня колгоспного селянства України (1958—1961 рр.) // Український історичний журнал. — 1963. — № 2. — С. 73-78.
- Парасунько О. А., Петренко В. С. Основні вимоги до написання історичного нарису про населений пункт // Радянська школа. — 1965. — № 8. — С. 97—102.
- Петренко В. С. Як висвітлити літературні явища в історичних нарисах // Українська мова і література в школі. — 1965. — № 6. — С. 71—75.
- Орлов А. В., Петренко В. С. Застосування соціологічних методів в історичних дослідженнях // Український історичний журнал. — 1966. — № 10. — С. 39-46.
- Петренко В. С. Зміни в складі, умовах праці і житті колгоспного селянства // Український історичний журнал. — 1967. — № 4. — С. 55-65.
- Петренко В. С. Шкільні меморіальні музеї // Радянська школа. — 1968. — № 7. — С. 34-39.
- Петренко В. С. Шкільне літературне краєзнавство // Українська мова і література в школі. — 1969. — № 8. — С. 47-50.
- Петренко В. С. Історія селянства України в 1951—1970 роках у радянській історіографії // Український історичний журнал. — 1971. — № 3. — С. 128—134.
- Петренко В. С. Колекціонування в початковій школі // Початкова школа. — 1972. — № 11. — С. 49—53.
- Петренко В. С. Науково-технічний прогрес і зміни соціальної структури колгоспного селянства // Вісник АН УРСР. — 1974. — № 6.
- Калакура Я. С., Петренко В. С. Колхозное крестьянство и сельское хозяйство УССР в украинской советской историографии (1945—1975 гг.) // Вопросы истории. — 1975. — № 7. − С. 133—138.